# 斯卡津齊
48°30′45″N 27°54′5″E / 48.51250°N 27.90139°E
斯卡津齊（烏克蘭語：Сказинці），是烏克蘭西南部的村莊，隸屬文尼察州的莫希利夫-波迪利斯基区莫希利夫-波迪利斯基市镇。該村始建於1559年，面積1.8平方公里，海拔高度165米，2001年人口484。